# Ричардсон, Амир
Мишаэ́ль Ами́р Жуниор Ричардсон (фр. Michael Amir Junior Richardson; араб. أمير ريتشاردسون‎; род. 24 января 2002, Ницца) — марокканский футболист, полузащитник клуба «Фиорентина» и сборной Марокко. Участник Олимпийских игр 2024 в Париже.

## Клубная карьера
Амир — воспитанник клубов «Фонтон Антибе», «Ницца» и «Гавр». 15 мая 2021 года в матче против «Труа» он дебютировал в Лиге 2 в составе последнего. 30 августа 2022 года в поединке против «Лаваля» Амир забил свой первый гол за «Гавр». В 2023 году игрок помог клубу выйти в элиту.
В 2022 году Ричардсон перешёл в «Реймс», подписав контракт на четыре года, но ещё на полгода на правах аренды оставался в «Гавре». 12 августа 2023 года в матче против марсельского «Олимпика» он дебютировал в Лиге 1. 17 сентября в поединке против «Бреста» Амир забил свой первый гол за «Реймс».
Летом 2024 года Ричардсон перешёл в итальянскую «Фиорентину». 25 августа в матче против «Венеции» он дебютировал в итальянской Серии A. 

## Международная карьера
В 2023 году в составе олимпийской сборной Марокко Ричардсон стал победителем домашнего молодёжного чемпионата Африки (до 23 лет). На турнире он сыграл в матчах против команд Гвинеи, Ганы, Конго, Мали и Египта. В поединке против ганцев Амир забил гол.
12 сентября 2023 года в товарищеском матче против сборной Буркина-Фасо Ричардсон дебютировал за сборную Марокко.
В 2024 году Ричардсон был включён в заявку олимпийской сборной Марокко на участие в Олимпийских играх в Париже. На турнире он сыграл в матчах против команд Аргентины, Украины, Ирака, США, Испании и Египта. В поединке против иракцев Амир забил гол.

## Личная жизнь
Амир сын известного баскетболиста Майкла Рэй Ричардсона.

## Достижения
Международные
Марокко (до 23)
- Победитель молодёжного чемпионата Африки (до 23 лет) — 2023